# 芦原英智
芦原 英智（あしはら ひでとも、1983年11月28日 - ）は、福岡県出身のプロ野球審判員（関西勤務）。袖番号は47。

## 来歴・人物
高稜高等学校から和歌山大学を卒業後、2008年にBCリーグで審判を務め、2009年に同じくBCリーグ出身の長井功一と共にパシフィック・リーグ審判員となる。BCリーグ出身の審判員が日本野球機構に採用されたのは長井と芦原が初である。
2018年には同期入局の山口義治と共にオールスター初出場を果たし、第1戦（7月13日、京セラドーム大阪）で球審を務めた。またこのシーズンは自身初となるファインジャッジ賞を受賞した。

## 審判出場記録
- 初出場：2010年9月28日、オリックス対日本ハム24回戦（京セラドーム大阪）、三塁塁審。
- 出場試合数：748試合
- オールスター出場：2回（2018年＝第1戦で球審、2022年）
- 日本シリーズ出場：なし

（記録は2024年シーズン終了時）

## 表彰
- ウエスタン・リーグ優秀審判員：2回 (2011年、2013年)
- ファインジャッジ賞：2回 (2018年、2024年)

(記録は2024年シーズン終了時)